# 온나가타

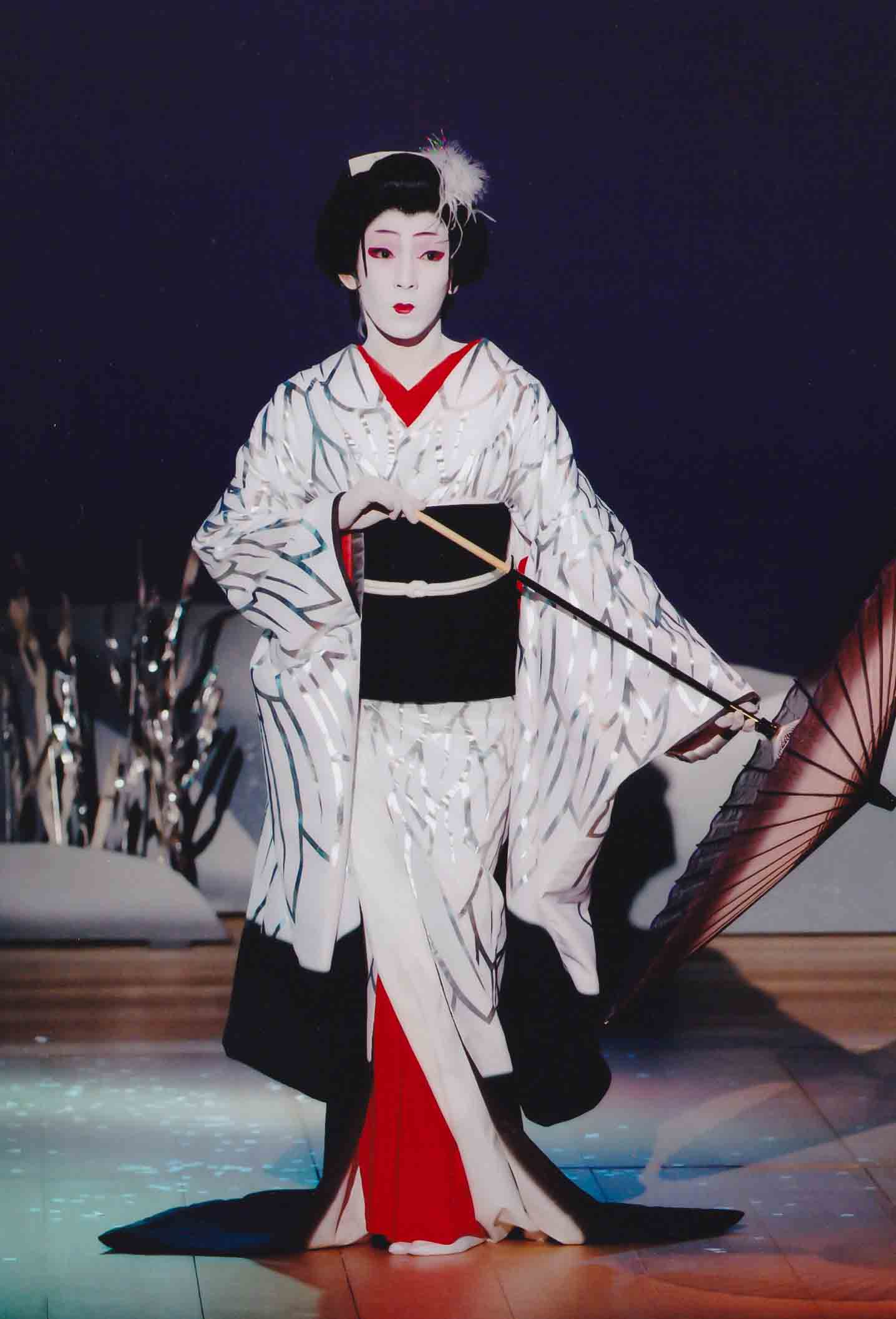
2011년 사기무스메를 공연하는 온나가타 구라쿠 아키후사

온나가타(일본어: 女形), 또는 오야마(일본어: 女方)는 일본의 전통극 가부키에서 여성 역할을 하는 남성 배우를 말한다.

## 역사
현대의 모든 남성 가부키는 초기 형태와 구분하기 위해 야로 가부키로 불린다. 가부키 양식이 등장한 직후인 17세기 초에는 많은 가부키 극장에서 필요에 따라 여성이 남성 역할을 연기하는 여성으로만 구성된 출연진(온나 가부키)을 가지고 있었다. 1612년 경 시작된 와카슈 가부키는 매력적인 청년들로만 구성되어 남성과 여성 역할을 모두 맡은 출연진으로, 성적인 주제를 자주 다루었다.(90쪽)
온나가타와 와카슈는 젊은 여성 역할(보통 배우의 나이도 젊음)을 전문으로 하는 배우로, 남성과 여성 후원자 모두에게 인기를 끌었으며 종종 성매매를 하였다. 여성 배우의 성매매가 만연하고, 여성 배우의 호감을 얻기 위해 후원자 간의 폭력적인 다툼이 잦아지자 1629년 풍기문란을 이유로 가부키에서 여성이 출연하는 것을 금지되었고, 이후 전원 남성으로 구성된 출연진이 표준화되었다.(90–91쪽)
1642년 온나가타 역할이 금지되면서 남성 등장인물만 출연하는 연극이 등장하게 되었다. 선정적인 내용을 담은 이 연극들은 난쇼쿠(남색)를 주제로 하여 와카슈 역할이 많이 출연하였고, 이 와카슈 역할도 곧 금지되었다.(92쪽) 온나가타 금지는 1644년 해제되었고, 와카슈에 대한 금지도 역할에 관계 없이 모든 배우가 촌마게를 하는 것을 조건으로 1652년 해제되었다. 온나가타와 와카슈 배우는 삭발한 부분을 가리기 위해 작은 보라색 천(무라사키 보시)을 머리에 쓰기 시작했고, 이것이 역할의 상징적 역할이 되어 결국에는 선정적인 의미로도 번지게 되었다.(132쪽) 나라에서 온나가타와 와카슈 배우들의 가발 착용 금지를 철회하면서 무라사키 보시는 가발로 대체되었고, 오늘날에는 몇 가지 오래된 연극과 의식에서 쓰이는 장식으로 남게 되었다.
일본에 영화가 들어오게 된 19세기 말 이후, 오야마는 1920년대 초까지 영화에서 여성 역할을 연기하였다. 그러나 당시에 현실주의 신게키 영화가 도입되면서 실제 여성이 영화에 출연하는 것이 유행하기 시작했다. 이로 인해 오야마들이 1922년 닛카쓰에서 출연할 작품이 부족하다는 이유로 반발 시위를 벌이기도 하였다. 그럼에도 가부키는 오늘날까지 전원 남성 출연진의 전통이 남아있다.
오야마는 현대 가부키에서도 계속해서 등장하고 있지만, 온나가타라는 명칭이 훨씬 많이 쓰이게 되었다.
가부키 배우가 온나가타 기술의 재주를 갖추기 위해서는 남성 등장인물과 크게 다른 온나가타의 화장법과 전통적인 여성의 행동 버릇 등을 익혀야 한다. 온나가타 배우가 수년 간의 훈련과 연구를 통해 배워야 하는 기술 중에는 게타를 신고 무대에서 무릎을 끌고 다니는 동작이나 연기 내내 높은 음조로 말하고 노래하기 등이 있다. 온나가타를 단순히 크로스드레싱이나 여성을 가장하는 행위로만 보는 서양의 견해도 있지만, 어떤 가부키 배우의 훈련도 가부키 온나가타의 기법을 구성하는 것에 대한 숙달 없이는 완성되지 않는다.

머리를 빗는 두 배우, 1700년 경 히시카와 모로후사에게 헌정된 손으로 그린 우키요에 족자. 보라색 두건을 쓴 온나가타가 와카슈가타(앞머리와 부분적으로 부분적으로 면도한 머리로 식별)의 머리를 빗는 모습이다.머리를 빗는 두 배우, 1700년 경 히시카와 모로후사에게 헌정된 손으로 그린 우키요에 족자. 보라색 두건을 쓴 온나가타가 와카슈가타(앞머리와 부분적으로 부분적으로 면도한 머리로 식별)의 머리를 빗는 모습이다.
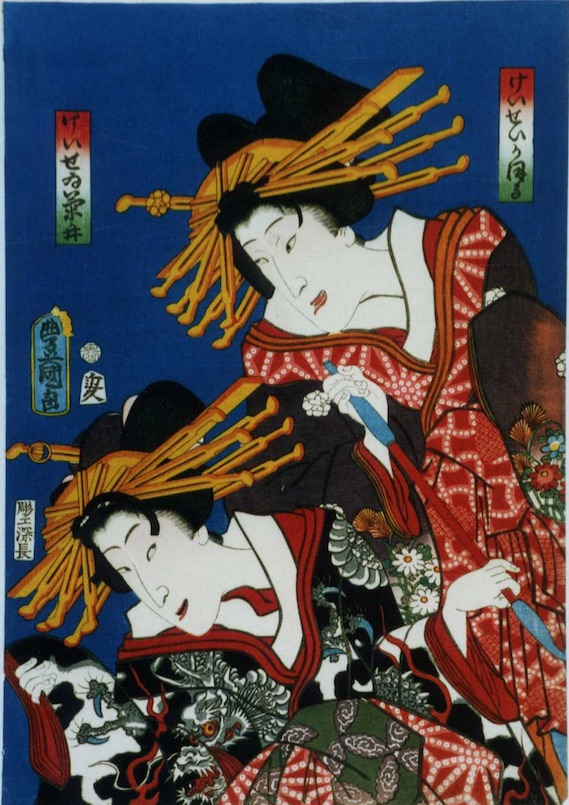
고급 매춘부 역할로 분장한 나카무라 시칸 6세와 사와무라 다노스케 3세. 사와무라가 가부키 무대에 첫 데뷔한 1860년에 도요쿠니가 인쇄하였다.[a]
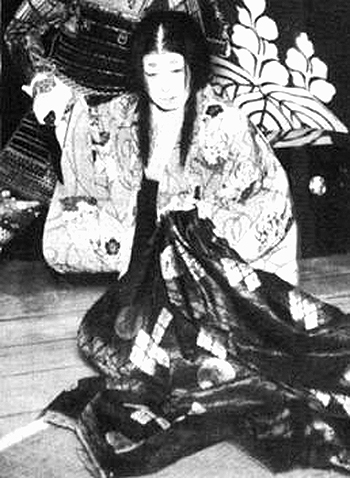
가부키극 호토토기스고조노라쿠게쓰(沓手鳥孤城落月)에서 요도기미 역을 연기하는 나카무라 우타에몬 5세(1866년 ~ 1940년)
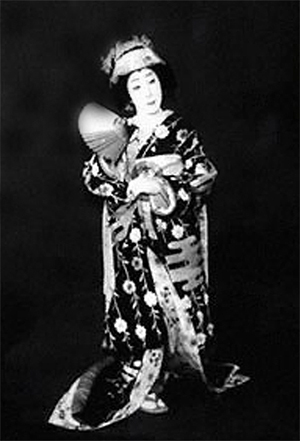
여성 가부키 역할 연기를 준비하여 분장한 나카무라 우타에몬 6세, 1951년.
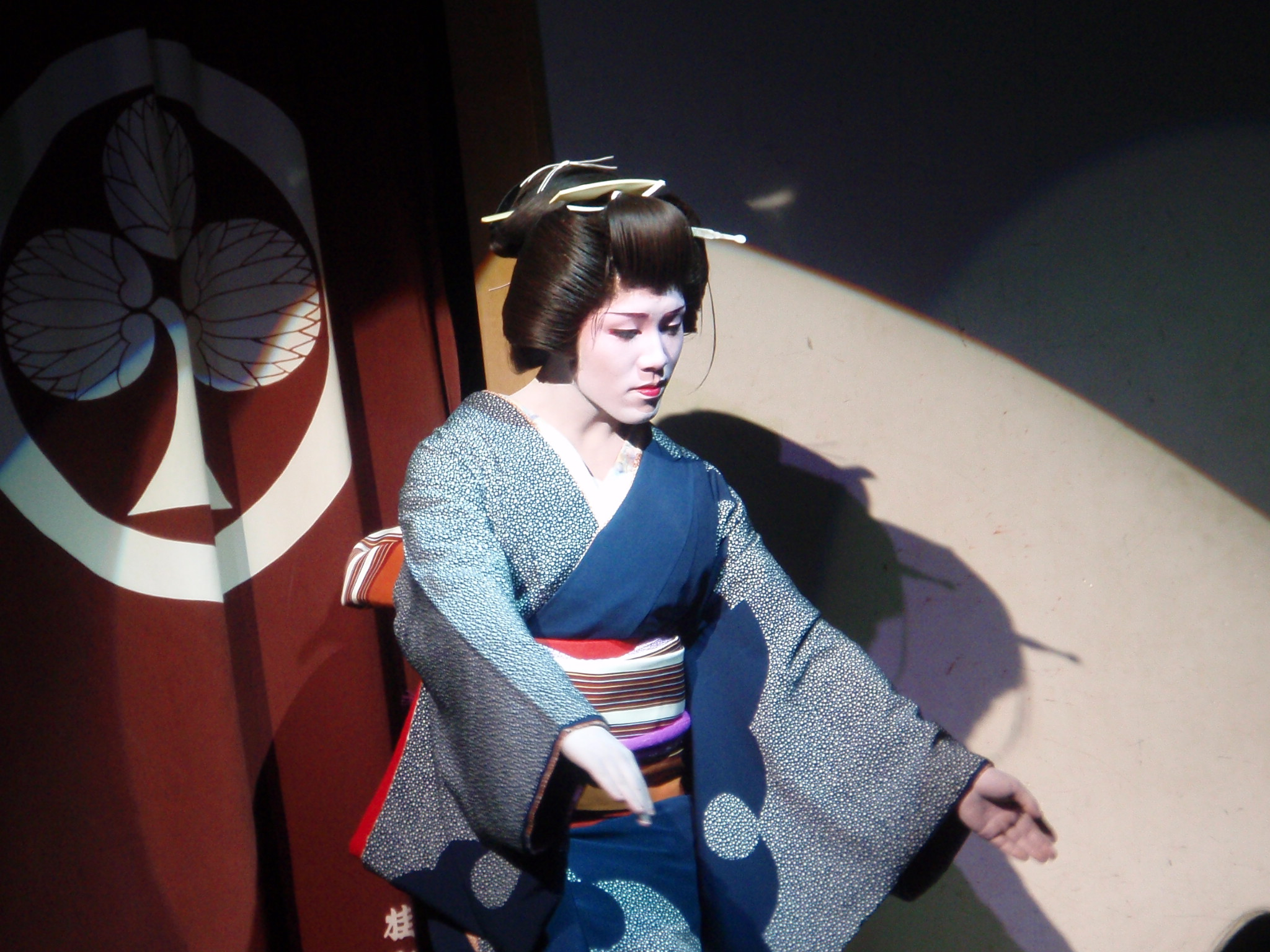
2007년 11월 인기있는 온나가타 다이고로 다치바나가 요코하마 미요시바시 극장에서 연기 중 춤을 추는 모습. 등 뒤의 커튼에 그의 문장이 새겨져 있다.
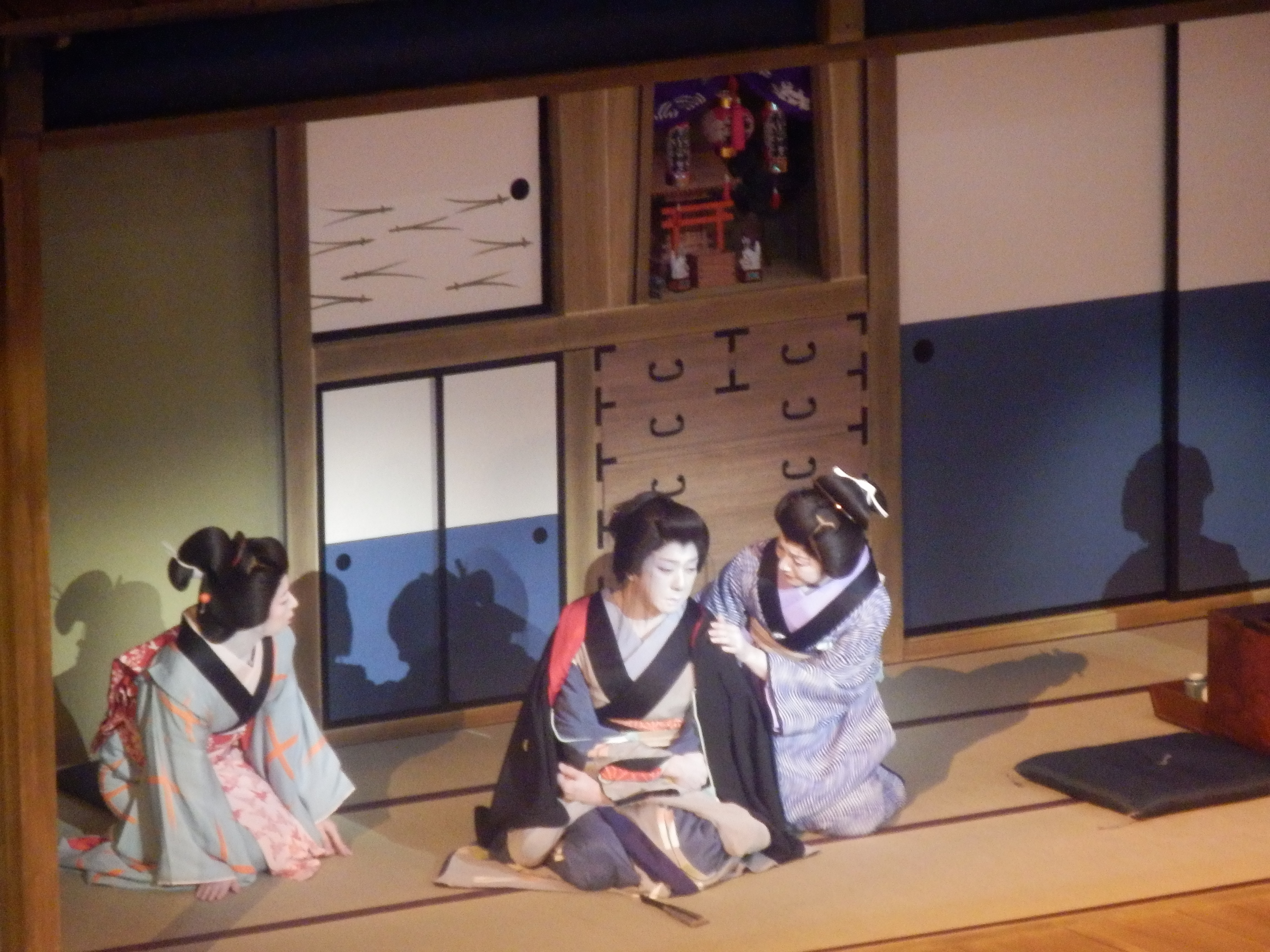
2012년 1월 가부키극 니혼바시의 반도 다마사부로 5세(가운데)

## 저명한 온나가타
- 반도 타마사부로 (5대)
- 나카무라 우타에몬 (6대)
- 요시자와 아야메
- 사오토메 타이치
- 사와무라 타노스케 (3대)

## 같이 보기
- 일본 연극
- 가게마
- 이성 연기
- 드래그 쇼
- 코켁
- 팬터마임 데임
- 트라베스티 (연극)
- 여자 없는 결혼식

## 메모
1. ↑  Sawamura was, without question, one of the greatest onnagata of all time. Note here his blackened teeth (ohaguro). Sadly, he died prematurely in 1875, a triple amputee as a result of gangrene, leaving Japan sans a first-rate onnagata through 1900 and beyond (the efforts of Ichikawa Danjuro IX and Onoe Kikugoro V notwithstanding). Sawamura’s fashion sense set contemporaneous female taste, style which, to this day, pervades the Japanese psyche, especially evidenced in bridal wear. Few appeared with him as onnagata—but Nakamura Shikan IV, here, was noted for his versatility, both in masculine, heroic roles, and in onnagata.